# Konary-Kolonia
Konary-Kolonia – wieś w Polsce położona w województwie świętokrzyskim, w powiecie sandomierskim, w gminie Klimontów.
W latach 1975–1998 miejscowość administracyjnie należała do województwa tarnobrzeskiego.
W 1921 roku wieś liczyła 6 domów i 42 mieszkańców.